# Hystricones vagans
Hystricones vagans là một loài bọ cánh cứng trong họ Zopheridae. Loài này được Arrow miêu tả khoa học năm 1927.